# Wilhelm Baare
Wilhelm Baare, genannt Willy Baare (* 25. September 1857 in Bochum; † 2. Juli 1938 in Godesberg) war ein deutscher Unternehmer.
Baare, 1857 als Sohn von Louis Baare geboren, studierte Rechtswissenschaften an den Universitäten Heidelberg, Leipzig und Göttingen, wo er zum Dr. jur. promovierte. Danach absolvierte er seine geschäftliche Ausbildung in Paris, Brüssel und London. 1884 trat er in die Direktion des Bochumer Vereins ein. Dort war er zunächst als Generalsekretär und dann als stellvertretender Generaldirektor tätig. Schließlich wurde er Generaldirektor des Bochumer Vereins als Nachfolger seines 1917 gestorbenen Bruders Fritz. 1922 schied er aus dem Unternehmen aus.
Von 1917 bis 1919 war Baare als Nationalliberaler zudem Abgeordneter für den Wahlkreis Bochum-Stadt im Provinziallandtag der Provinz Westfalen. Er gehörte auch dem Verein Deutscher Ingenieure (VDI) und dem Bochumer Bezirksverein des VDI an.
Wilhelm Baare war mit Therese, geb. Müser, aus Dortmund verheiratet. Sie hatten eine Tochter und zwei Söhne, darunter den Manager Hans Baare.